# Werner Klingler
Karl Adolf Kurt Werner Klingler (* 23. Oktober 1903 in Stuttgart; † 23. Juni 1972 in Berlin) war ein deutscher Schauspieler, Regisseur und Drehbuchautor. Werner Klingler steht für einen ungebrochenen künstlerischen Übergang von der Weimarer Republik über die Zeit des Nationalsozialismus hin zum Nachkriegsdeutschland. In den Jahren 1936 bis 1967 führte Klingler bei fast 30 Filmen Regie.

## Leben
Klingler begann als Kleindarsteller an verschiedenen Bühnen und gelangte in den zwanziger Jahren nach Amerika, wo er 1925 am deutschsprachigen Theater von Milwaukee auftrat. 1927 versuchte er sein Glück als Filmschauspieler in Hollywood und wirkte ungenannt in mehreren Produktionen mit, darunter auch in dem Klassiker Im Westen nichts Neues.
1931 wurde er Fachberater für deutsche Belange der Produktionsgesellschaft Universal Studios und lernte dabei Luis Trenker kennen, der gerade eine amerikanische Fassung von Berge in Flammen drehte. Klingler gab seine wenig erfolgversprechende Schauspielerkarriere auf und kehrte mit Trenker nach Europa zurück, wo er als Faktotum bei dem Trenker-Film Der Rebell diente. Kurz danach war er 1932 für die Tongestaltung des Abenteuerfilms SOS Eisberg mitverantwortlich.
Sein Regiedebüt Die Sündflut blieb wegen Zensurproblemen unvollendet, doch mit der anfänglichen Hilfe Trenkers, der ihn zweimal zu seinem Co-Regisseur machte, gelangen ihm schließlich mehrere actionreiche Inszenierungen, darunter auch der Propagandafilm Wetterleuchten um Barbara (1941) und die Fertigstellung der anti-englischen Produktion Titanic (1943). Mit dieser war er beauftragt worden, nachdem der Regisseur des Films Herbert Selpin denunziert und vom NS-Regime verhaftet worden war.
Nach seinen ersten beiden Nachkriegsregiearbeiten wirkte Klingler erneut als Schauspieler in den USA, wo er bis Mitte der 1950er Jahre blieb. Zurück in Deutschland, wurde er wieder für verschiedene Regieaufgaben herangezogen.

## Filmografie

### Darsteller
- 1929: Eine Nacht im Prater (The Case of Lena Smith)
- 1930: Unser täglich Brot (City Girl)
- 1930: Journey’s End
- 1930: Im Westen nichts Neues (All Quiet on the Western Front)
- 1930: Der Tanz geht weiter
- 1951: Target Unknown
- 1952: Budapest antwortet nicht (Assignment – Paris!)
- 1956: Screaming Eagles

### Regie
- 1934: Die Sündflut (unvollendet)
- 1935: Die letzten Vier von Santa Cruz (auch Co-Drehbuch)
- 1936: Standschütze Bruggler
- 1937: Condottieri (Co-Regie)
- 1938: Liebesbriefe aus dem Engadin (Co-Regie)
- 1939: Die barmherzige Lüge (auch Co-Drehbuch)
- 1940: Die letzte Runde
- 1941: Wetterleuchten um Barbara
- 1943: Titanic
- 1944: Der Verteidiger hat das Wort
- 1944: Die Degenhardts
- 1944: Solistin Anna Alt
- 1945: Der Mann im Sattel (UA: 2000) (Co-Regie mit Harry Piel)
- 1945: Dr. phil. Döderlein (unvollendet)
- 1947: Razzia
- 1948: Arche Nora
- 1956: Spion für Deutschland
- 1957: Banktresor 713
- 1957: Frauenarzt Dr. Bertram
- 1958: Hoppla, jetzt kommt Eddie
- 1958: Blitzmädels an die Front
- 1959: Aus dem Tagebuch eines Frauenarztes
- 1959: Arzt aus Leidenschaft
- 1960: Ein Student ging vorbei
- 1960: Geschminkte Jugend (Die Nacht am See)
- 1961: Lebensborn
- 1962: Das Geheimnis der schwarzen Koffer
- 1962: Das Testament des Dr. Mabuse
- 1964: Das Haus auf dem Hügel
- 1965: Spione unter sich (Co-Regie)
- 1968: Straßenbekanntschaften auf St. Pauli